# Lipotriches bombayensis
Lipotriches bombayensis är en biart som först beskrevs av Cameron 1908.  Lipotriches bombayensis ingår i släktet Lipotriches och familjen vägbin. Inga underarter finns listade i Catalogue of Life.